# UFC 175
UFC 175: Weidman vs Lyoto Machida foi um evento de artes marciais mistas promovido pelo Ultimate Fighting Championship, ocorrido em 5 de julho de 2014, no Mandalay Bay Events Center, em Las Vegas, nos Estados Unidos.

## Background
O evento principal foi a disputa do Cinturão Peso Médio do UFC entre o campeão americano Chris Weidman e o desafiante Lyoto Machida, a luta ocorreria no UFC 173, porém foi mudada por conta de uma lesão de Weidman.
Wanderlei Silva iria enfrentar Chael Sonnen em uma das lutas mais esperadas do ano para os brasileiros, porém Wanderlei faltou aos exames exigidos pela Comissão Atlética de Nevada e foi automaticamente retirado do card. Para seu lugar, Vitor Belfort foi selecionado e voltará a lutar no estado de Nevada após o polêmico caso de TRT. Semanas depois, Sonnen caiu em um teste antidoping surpresa e também fora retirado do card.
Era esperado que Santiago Ponzinibbio enfrentasse Ildemar Alcântara, porém sofreu uma ruptura no menisco do joelho direito e não poderá realizar o combate. Kenny Robertson será seu substituto.
Stefan Struve enfrentaria Matt Mitrione, porém ele passou mal no vestiário e desmaiou, e sua luta foi cancelada de última hora.

## Card Oficial
Nota 1 Pelo  Cinturão Peso Médio do UFC. 

Nota 2 Pelo Cinturão Peso Galo Feminino do UFC. 

Nota 3 Casey havia vencido por nocaute técnico. A luta foi movida para Sem Resultado após testar positivo para drostanolona no antidoping.

## Bônus da Noite
- Luta da Noite:  Chris Weidman vs.  Lyoto Machida
- Performance da Noite:  Rob Font e  Ronda Rousey